# Fabien Barthez
Fabien Alain Barthez (L'Avelhanet, França, 28 de juny de 1971) és un porter de futbol actualment retirat. Amb 1,80 m d'alçada i uns grans reflexos felins, dotat d'una gran personalitat, Barthez fou un dels porters més destacats de la seva generació que jugà en equips com l'Olympique de Marsella, l'AS Mònaco o el Manchester United FC, així com a la selecció de futbol de França campiona de la Copa del Món de Futbol de 1998 i del Campionat d'Europa de futbol 2000.

## Biografia

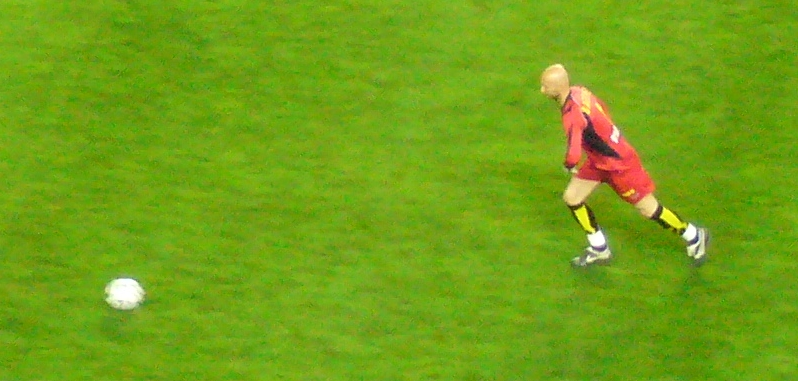
Barthez al Nantes davant St. Etienne el 2006.

Fabien Barthez s'inicià com a porter a l'equip local de la seva ciutat natal, L'Avelanet, d'on marxà cap al Toulouse FC l'any 1990, equip en el qual ràpidament destacaria, tot cridant l'atenció del club francès més poderós de l'època, l'Olympique de Marsella, el qual el fitxaria l'any 1992.
La seva trajectòria a l'Olympique de Marsella anà fortament lligada al club, així aconseguiria guanyar la Lliga francesa de futbol i la Copa d'Europa de futbol de 1993, si bé la descoberta d'irregularitats econòmiques i la compra de partits per part del club marsellés provocaren que li retiressin el títol de lliga i descenguessin l'equip a segona divisió per la temporada 1993-94. Barthez seguí amb l'Olympique a segona divisió francesa i fou clau per l'ascens d'aquest de nou a primera divisió l'any 1995.
Malgrat retornar amb l'Olympique de Marsella a primera divisió, Barthez decidí fitxar pel l'AS Mònaco, on es consagra com a porter aconseguint dos títols de lliga, els anys 1997 i 2000, així com la Supercopa francesa de futbol 1997, actuacions que el portaren a la titularitat de la selecció de futbol de França campiona de la Copa del Món de Futbol de 1998, del Campionat d'Europa de futbol 2000 i de la Copa Confederacions de la FIFA de 2003.
L'any 2000 Barthez fitxà pel Manchester United FC, on actuà de forma força irregular, però aconseguí dos títols lliguers els anys 2001 i 2003. Malgrat tot, l'any 2004 va decidir retornar a França, concretament de nou a les files de l'Olympique de Marsella on en aquesta segona època aconseguí arribar a la final de la Copa de la UEFA 2004, que acabaria perdent enfront del València CF.
En finalitzar la temporada 2005-2006, Barthez deixà el futbol en actiu, si bé el desembre del 2006 decidí retornar a jugar, a les files del FC Nantes, equip que acabaria últim de la classificació, cosa que provocà la definitiva retirada del porter.

## Palmarès

### Selecció francesa
- Copa del Món de Futbol: 1998
- Campionat d'Europa de futbol: 2000
- Copa Confederacions: 2003

### Clubs
- Copa d'Europa: 1993 (O. Marsella) El títol de lliga francesa de 1993 amb l'Olympique de Marsella fou desqualificat per la compra de partits.
- Dues Lligues franceses 1: 1997 i 2000 (AS Mónaco)
- Supercopa francesa de futbol: 1997 (AS Mónaco)
- Dues Lligues angleses: 2001 i 2003 (Manchester United)
- Lliga francesa 2: 1995 (O.Marsella)